# Gare de Sherbrooke (Canadien Pacifique)
La gare de Sherbrooke du Canadien Pacifique est une ancienne gare ferroviaire canadienne, érigée par le chemin de fer Canadien Pacifique entre 1909 et 1910, avec des modifications successives exécutées en 1920, en 1927 et vers 1950 .

## Histoire
Elle est citée gare ferroviaire patrimoniale en 1993 .
La gare précédente était située au coin des rues Belvédère et Frontenac et il s’agissait d'une gare en cul-de-sac.

## La gare aujourd'hui

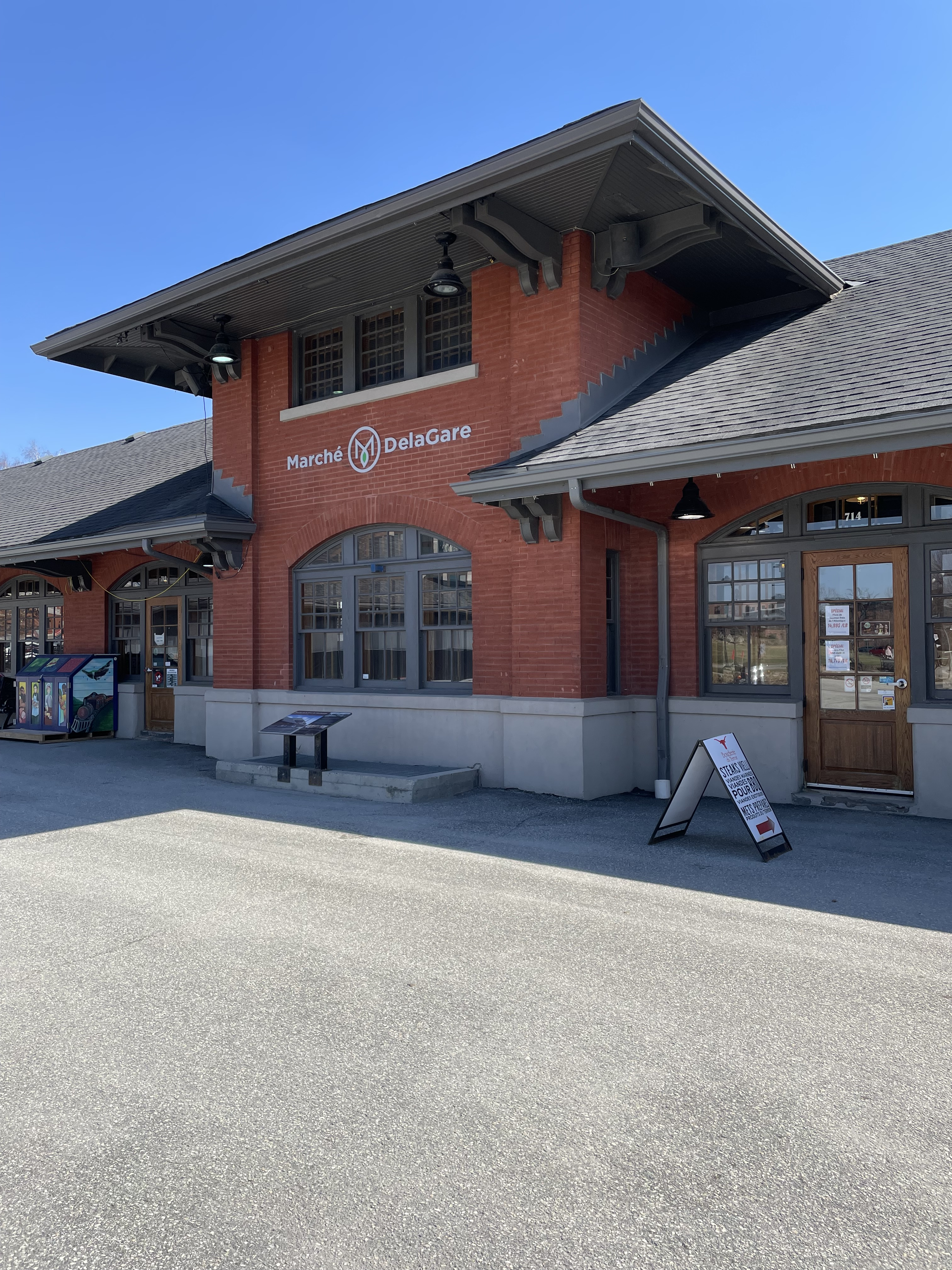
Le Marché de la Gare de Sherbrooke, 2023.

De nos jours, l'ancienne gare est le site du Marché de la Gare de Sherbrooke. Le marché public comprend cinq commerçants à l'intérieur et des kiosques accueillent des producteurs maraichers durant la saison estivale.
Des travaux de réaménagement sont prévus à l'été 2023 pour rendre le site plus accueillant aux visiteurs. Les travaux d'une valeur de 350 000$ devraient permettre d'augmenter le nombre de visiteurs de 20 000 par été à 25 000 voire 30 000 visiteurs.